# Staustufe Müden

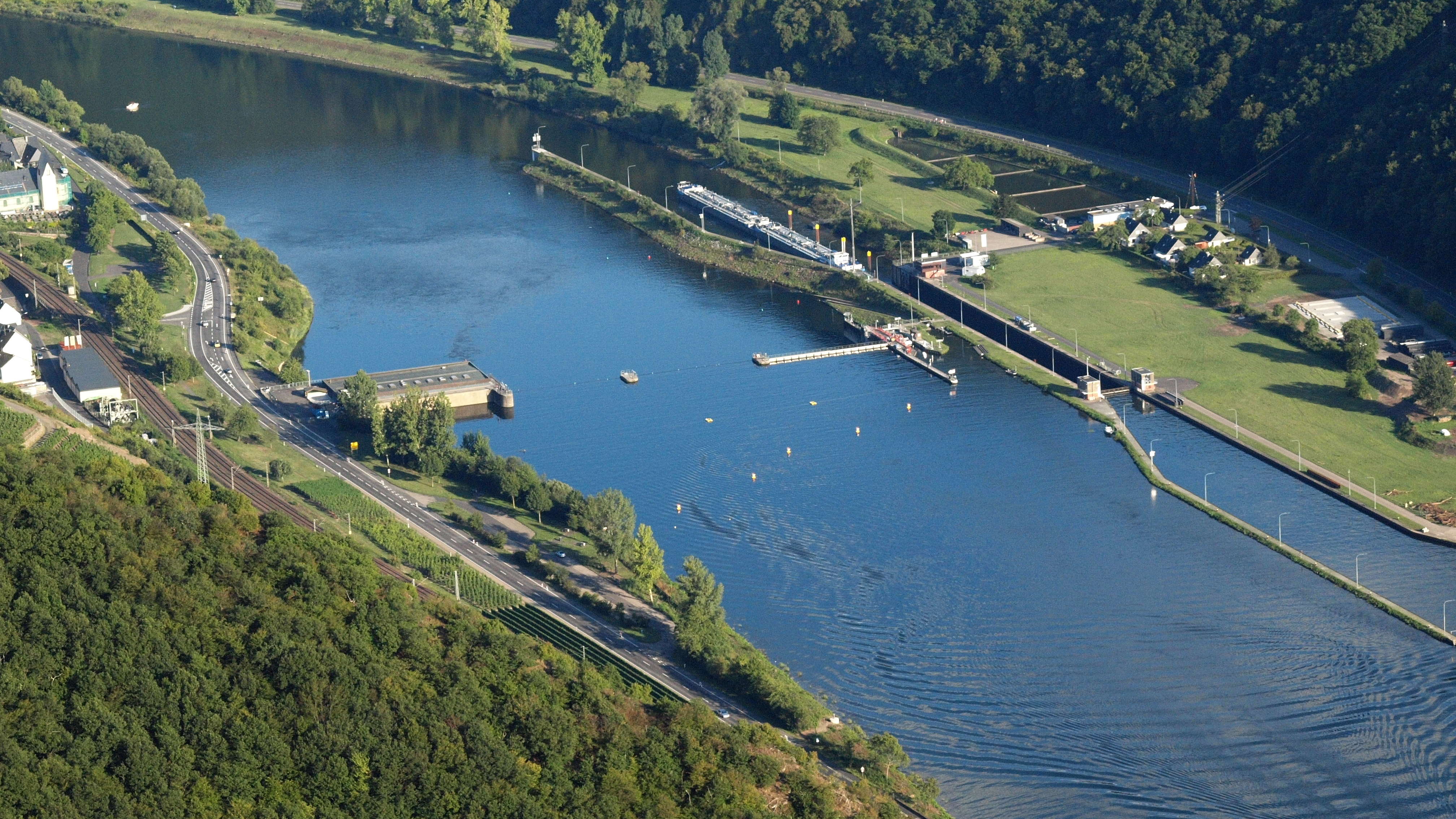
Staustufe Müden

Die Staustufe Müden liegt in der Mosel bei Müden und Treis-Karden im Landkreis Cochem-Zell in Rheinland-Pfalz.

## Hintergrund

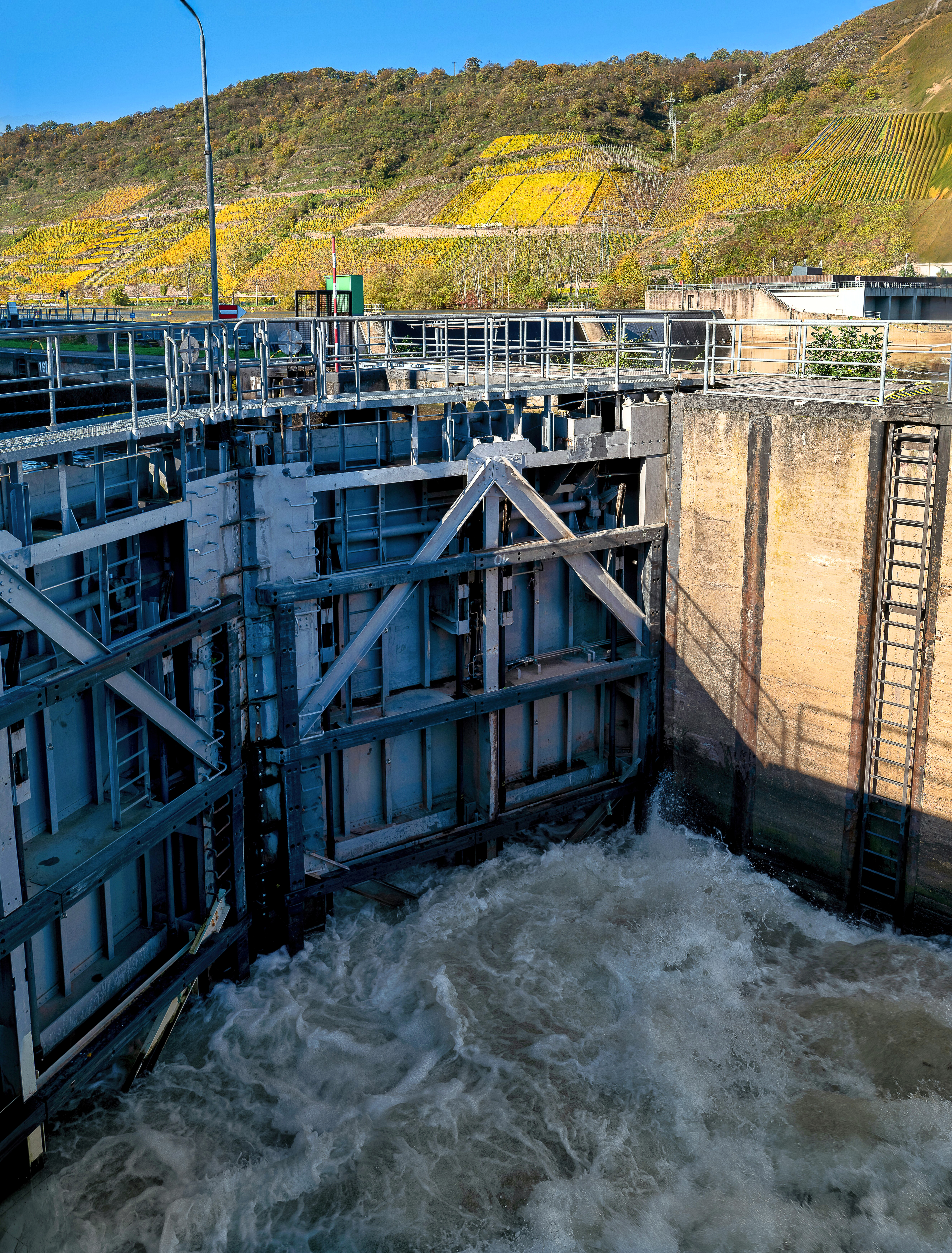
Das Schleusentor

Die Staustufe und dazugehörende Schleuse stehen unter der Verwaltung des Wasserstraßen- und Schifffahrtsamtes Mosel-Saar-Lahn.
Die Staustufe wurde 1964 im Rahmen der Moselkanalisierung erbaut, liegt am Mosel-km 37,11 und hat eine Haltungslänge von 22,27 km. Das Stauziel über NHN liegt bei 79 Meter und die Fallhöhe beträgt 6,5 Meter. Die Schiffsschleuse hat die Ausmaße 170 × 12 Meter und die Bootsschleuse misst 18 × 3,2 Meter.
Das angeschlossene Laufwasserkraftwerk Müden von 1965 hat eine Leistung von 16,4 Megawatt, es wird betrieben von RWE Generation Hydro.

## Unfall am 8. Dezember 2024
Am 8. Dezember 2024 wurde das untere Schleusentor von einem Gütermotorschiff stark beschädigt. 74 Schiffe steckten auf der Mosel fest und konnten den Fluss nicht in Richtung Rhein verlassen. Zunächst wurde angenommen, dass die Mosel bis März 2025 für den Schiffsverkehr gesperrt bleiben würde. Das beschädigte Schleusentor wurde am 13. Dezember demontiert. Um den festsitzenden Schiffen die Weiterfahrt zu gewährleisten, wurde ein Notbetrieb eingerichtet („Notschleusung“). Dazu wurde das fehlende Schleusentor durch neun Stahlbalken, welche als Revisionsverschluss normalerweise zu Wartungszwecken verwendet werden, ersetzt. Diese setzte ein Kran übereinander ein, um so die Schleuse zu verschließen. Die Durchschleusung eines Schiffes war anfangs mit bis zu sechs Stunden angesetzt, im Gegensatz zu gewöhnlich 20 bis 30 Minuten bei regulärem Betrieb. Am 14. und 15. Dezember erfolgten zwei Testläufe ohne Schiffe; am 16. Dezember konnte das erste Schiff die Schleuse passieren. Zwischendurch ging man von 4 bis 5 Stunden für eine Schleusung aus, was bei einer ununterbrochenen Schichtarbeit bis zum Jahresende gedauert hätte. Das Schleusungsverfahren konnte von den eingesetzten Arbeitskräften so optimiert werden, dass bis zum 23. Dezember bereits 63 Schiffe geschleust waren. Daher konnte an Weihnachten die Schleusung ruhen. Das letzte Schiff passierte am 27. Dezember die defekte Schleuse.
Die Ministerin für Mobilität und öffentliche Arbeiten aus Luxemburg, Yuriko Backes, und der Bundesminister für Digitales und Verkehr, Volker Wissing, nannten nach einem Gespräch am 19. Dezember 2024 in einer gemeinsamen Pressemitteilung Anfang Februar 2025 als Termin für eine Wiederaufnahme des regulären Schleusenbetriebs.
Am 1. Februar 2025 konnte die Schleuse den Regelbetrieb wieder aufnehmen.